# Joachim Sterck van Ringelbergh
Joachim Sterck van Ringelbergh, of in het Latijn, Joachimus Fortius Ringelbergius Andoverpianus (Antwerpen 1499 – overleden circa 1531 in Frankrijk) was een pedagoog, astroloog en wiskundige uit het hertogdom Brabant in de Habsburgse Nederlanden. Hij is de eerste die het woord encyclopedie gebruikt heeft in de betekenis die we vandaag kennen: bundeling van wetenschappelijke kennis.

## Levensloop

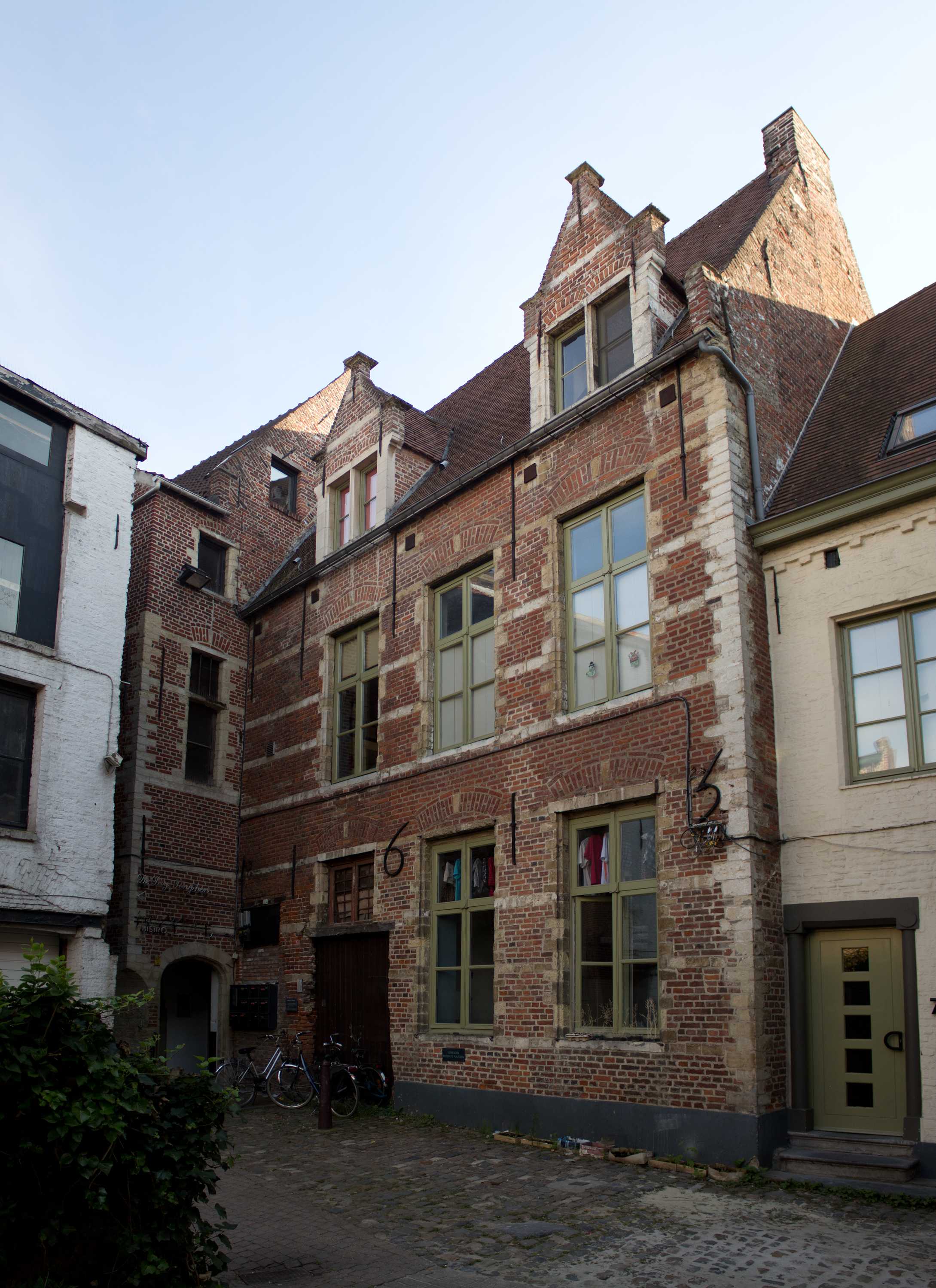
Collegium Trilinguae in Leuven. Hier gaf Sterck jaren les.

Geboren in Antwerpen in 1499 groeide Sterck op, vanaf zijn 12e jaar, aan het hof van keizer Maximiliaan in Brussel (1511-1516). Hij leerde er kalligrafie aan de hand van documenten die hij las op de kanselarij. Naar zijn zeggen leerde hij er aan dit hof eigenlijk niets tenzij muziekinstrumenten bespelen. Vanaf 1516 leefde hij in Leuven waar hij zich in 1519 inschreef aan de oude universiteit. Hij verbleef in de Pedagogie De Lelie. Hij studeerde talen en artes of vrije kunsten. Daarnaast was hij een van de eerste studenten aan het pas opgerichte Collegium Trilinguae. Hier bekwaamde hij zich in Latijn en Grieks. Na zijn studies gaf hij les in het Collegium Trilinguae en kwam zo in contact met andere humanisten. In 1528 – aan de leeftijd van 29 jaar – besloot hij langs Europese universiteiten te trekken en zo zijn opgedane kennis te verspreiden. Sterck plande zowel lezingen als schriftelijke overdracht van kennis (door het verkopen van zijn gedrukte werkjes). Voor alles wou hij zijn opvattingen over opvoeding en studie verspreiden. Vaak schreef hij verder aan zijn boeken ’s nachts in de herberg waar hij verbleef, ofwel op een boot op de Rijn.

### Eerste reis (1528-1529)
De eerste reis ging over Antwerpen, zijn geboortestad, naar Keulen, Mainz, Keulen terug, Heidelberg, Basel, Freiburg, Straatsburg, Keulen en Antwerpen. Het waren allemaal steden in het Rooms-Duitse Rijk. In Basel bezocht hij Erasmus.

### Tweede reis (1529-circa 1531)
Vervolgens reisde hij van Antwerpen naar Parijs, Orléans, Bourges en Lyon in het koninkrijk Frankrijk. In Lyon publiceerde hij zijn standaardwerk pedagogie, getiteld De Ratione Studii. Mogelijks stierf hij in Parijs in het jaar 1531 ten gevolge van een niersteen.

## Werken

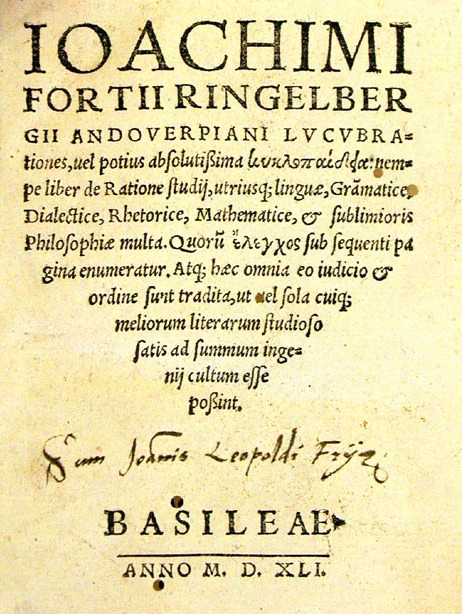
In de verzamelbundel Lucubrationes vermeldde Sterck voor het eerst de term encyclopedia.

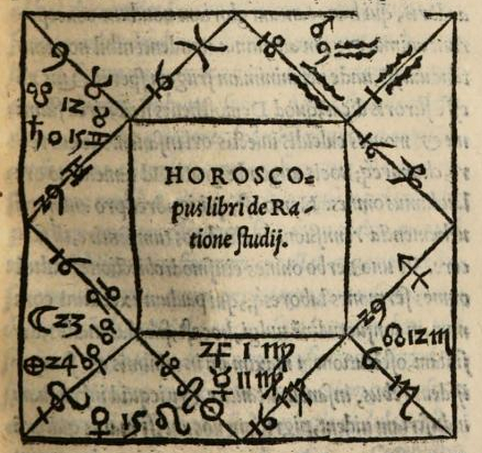
Horoscopus of de horoscoop, als een hoofdstuk van de Lucubrationes

Van zijn hand zijn 27 boeken of boekjes bekend; de meeste beslaan slechts enkele bladzijden. Ze worden hier vermeld met hun eerste druk indien deze bekend is. Achteraan volgden de compilatiewerken van deze humanist die in het Latijn schreef.
1. De Ratione Studii (Antwerpen 1529). Hier ontwikkelde hij zijn visie op een goede studiemethode. Dit boek schreef hij in het Latijn, want voor hem was een mooie zin in het Latijn waardevoller dan een goudstuk. De student moet volgens Sterck vlijtig en sober in eten en drinken zijn. Hij moet voor zichzelf en voor anderen hoge eisen stellen. De student dient Latijn en Grieks te leren, met een basiskennis van wetten en van het recht, alsook de vrije kunsten of artes. Een theologische basiskennis is eveneens vereist. Een student moet op een zeker moment een punt van wetenschap bereiken waarop hij zelf kan doceren. Een wetenschapper moet ook publiceren alhoewel Sterck goed wist dat velen hier een afkeer voor hadden. Ook raadde hij aan tijdig een drukker aan te spreken, ook al had je nog geen letter geschreven. Hij raadde groepsgesprekken aan en niet wat hij noemde ‘eenzame lezingen vanaf een lezenaar’.
2. Elegantiae (Antwerpen 1528). Hij beschrijft het mooie karakter van Latijnse uitdrukkingen.
3. De usu vocum quae non flectuntur. Inhoud vergelijkbaar met werk no 2.
4. Compendium de conscribendis versibus. Dit is een inleiding tot de poëzie.
5. Elementa Graeca. Basisleerstof van Oudgrieks.
6. Dialectica
7. Tabulae dialecticae
8. Rhetorica

9. Liber de figuris et vitiis orationis
10. Sententiae. Inhoud vergelijkbaar met werk no 2.
11. Liber de formis dicendi. Inhoud vergelijkbaar met werk no 8.
12. Synonima

13. Opusculum de periodis
14. Sphaera. Een werk over astrologie.
15. Institutionum astronomicarum libri tres. Zie werk no 14.
16. Cosmographia (Parijs 1529). Zie werk no 14.
17. Liber de tempore. Zie werk no 14 doch dit is veel uitgebreider. Uit dit werk van hem werd later meermaals geciteerd.
18. Optice. Kort werkje over de beginselen van het perspectief.
19. Chaos mathematicum. Met dit werk was zijn reputatie als wiskundige gemaakt in Europa. Dit werk behandelt letterlijk de kwadratuur van de cirkel. Latere mathematici zoals Jean Buton in zijn De Quadratura Circuli hebben fouten in de berekeningen gevonden.
20. Arithmetica. Om didactische redenen behandelt hij achtereenvolgens de 4 elementaire bewerkingen in de wiskunde en bespreekt hij de Arabische cijfers.
21. Horoscopus. Een astrologisch werk zoals de titel aangeeft.
22. Astrologia cum Geomantia et Physionomia. Zie werk no 21.
23. De urina non visa et interpretatione somniorum. Hier beschreef hij 2 kwalen waaraan hij zelf leed: nierstenen en slapeloosheid.
24. Chaos (Antwerpen 1529, met kopie bewaard in het British Museum in Londen). Hij maakte hier een overzicht in de chaos van literaire referenties en filosofische stromingen.
25. Experimenta (Parijs, 1530). Hij gaf hierin een summier overzicht van planten, dieren, alchemische proeven en raadseltjes.
26. Epistolae aliquot. Dit is een verzameling brieven.
27. Liber de homine. Hij gaf een overzicht van begrippen van psychologie, ethiek en fysiologie van de mens (ademen, urineren…).
28. Ten slotte zijn er meerdere soorten verzamelde werken van al het voorgaande. Zo bestaat er een Ioachimi Fortii Ringelbergii Andouerpiani opera quae proxima pagina enumerantur (Lyon 1531), of kortweg Opera genoemd. Daarnaast is er de méér bekende Ioachimi Fortii Ringelbergii Andouerpioni Lucubrationes, vel potius absolutissima cyclopaedia: nempe liber de Ratione studii, utrius linguae, Grammaticae, Dialecticae, Rhetoricae, Mathematicae et sublimioria philosophiae multa….. Dit boek, kortweg Lucubrationes genoemd werd postuum in Basel uitgegeven in 1538. Hier wordt voor het eerst het woord encyclopedie gebruikt in de moderne betekenis: bundeling van kennis in alle mogelijke domeinen van de wetenschappen. Deze bundeling bevat méér hoofdstukken dan de Opera. De Lucubrationes kende vele herdrukken, want het naslagwerk kende lezers over heel Europa. De naam lucubratio (enkelvoud) - lucubrationes (meervoud) betekent letterlijk nachtwerk, nachtelijke studie of studie bij lamplicht. Hiermee had Sterck definitief zijn naam gekoppeld aan het feit dat hij aan slapeloosheid leed en ’s nachts de pen nam om te schrijven.